# Jocke Åkerblom
Albin Josef (Jocke) Åkerblom, född 3 juni 1906 i Timrå församling, Västernorrlands län, död 23 september 1972 i Vällingby, Stockholm, var en svensk  målare och tecknare.
Han var son till affärsmannen Albin Leonard Åkerblom och Anna Mathilda Karlsson. Efter förberedande studier vid en mindre målarskola 1923–1924 studerade han för Oscar Björck och Gösta von Hennigs vid Konsthögskolan i Stockholm 1924–1929 där han tilldelades stipendium. Därefter företog han studieresor till Paris, Berlin och Korsika. Han tilldelades Ester Lindahl-stipendiet 1943 samt1944 och bodde då i Skåne samt Nordingrå. Separat ställde han ut på Konstnärshuset i Stockholm och i ett flertal landsortsstäder. Han medverkade i samlingsutställningar arrangerade av Sveriges allmänna konstförening, utställningen Svart och vitt på Konstakademien, Svenska konstnärernas förenings utställningar i Göteborg samt Liljevalchs Stockholmssalonger. Hans konst består av svenska och utländska landskap, stilleben, figurer och porträtt. Åkerblom är representerad vid Moderna museet bl.a. med oljemålningen "Sommar vid Nordingrå kyrka".